# Manter (Kansas)
Pour les articles homonymes, voir Manter.
Manter est une ville américaine située dans le comté de Stanton, au Kansas. Selon le recensement de 2020, sa population est de 132 habitants.